# ۵۰ اند کونتینگ
۵۰ اند کونتینگ (انگلیسی: 50 & Counting) تور کنسرتی برگزارشده توسط گروه موسیقی آمریکایی رولینگ استونز برای جشن پنجاه‌سالگی گروه است، که از اکتبر ۲۰۱۲ (با دو کنسرت باشگاهی مخفی در پاریس) آغاز شد و در ژوئیه ۲۰۱۳ (با دو اجرای اصلی در هاید پارک) پایان یافت.